# 揚げ足を取る
| ウィキペディアには「揚げ足を取る」という見出しの百科事典記事はありません（タイトルに「揚げ足を取る」を含むページの一覧/「揚げ足を取る」で始まるページの一覧）。 代わりにウィクショナリーのページ「揚げ足を取る」が役に立つかもしれません。 |